# Zofia Bałdyga

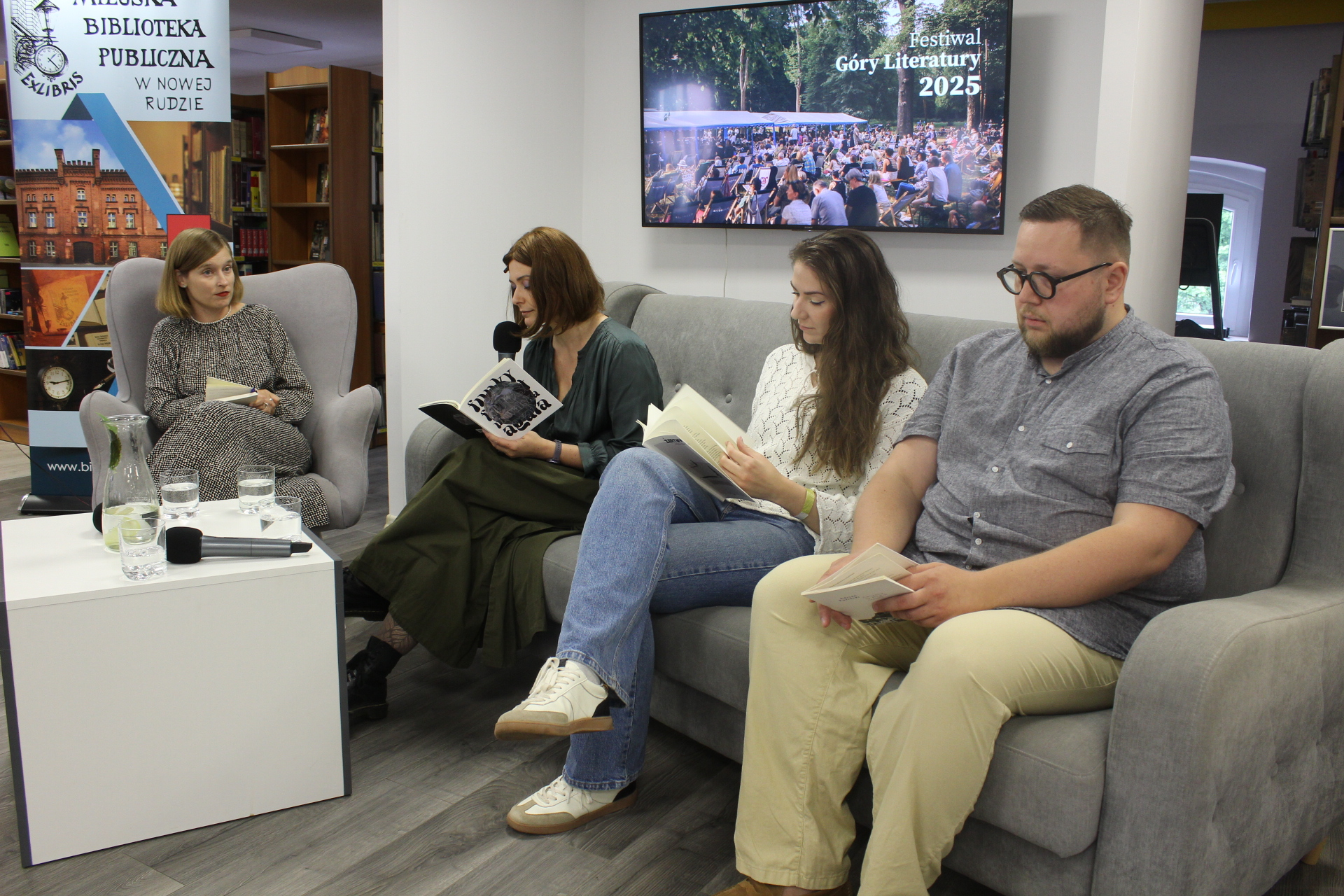
Zofia Bałdyga, Agata Puwalska, Antonina Tosiek, Adrian Korlacki

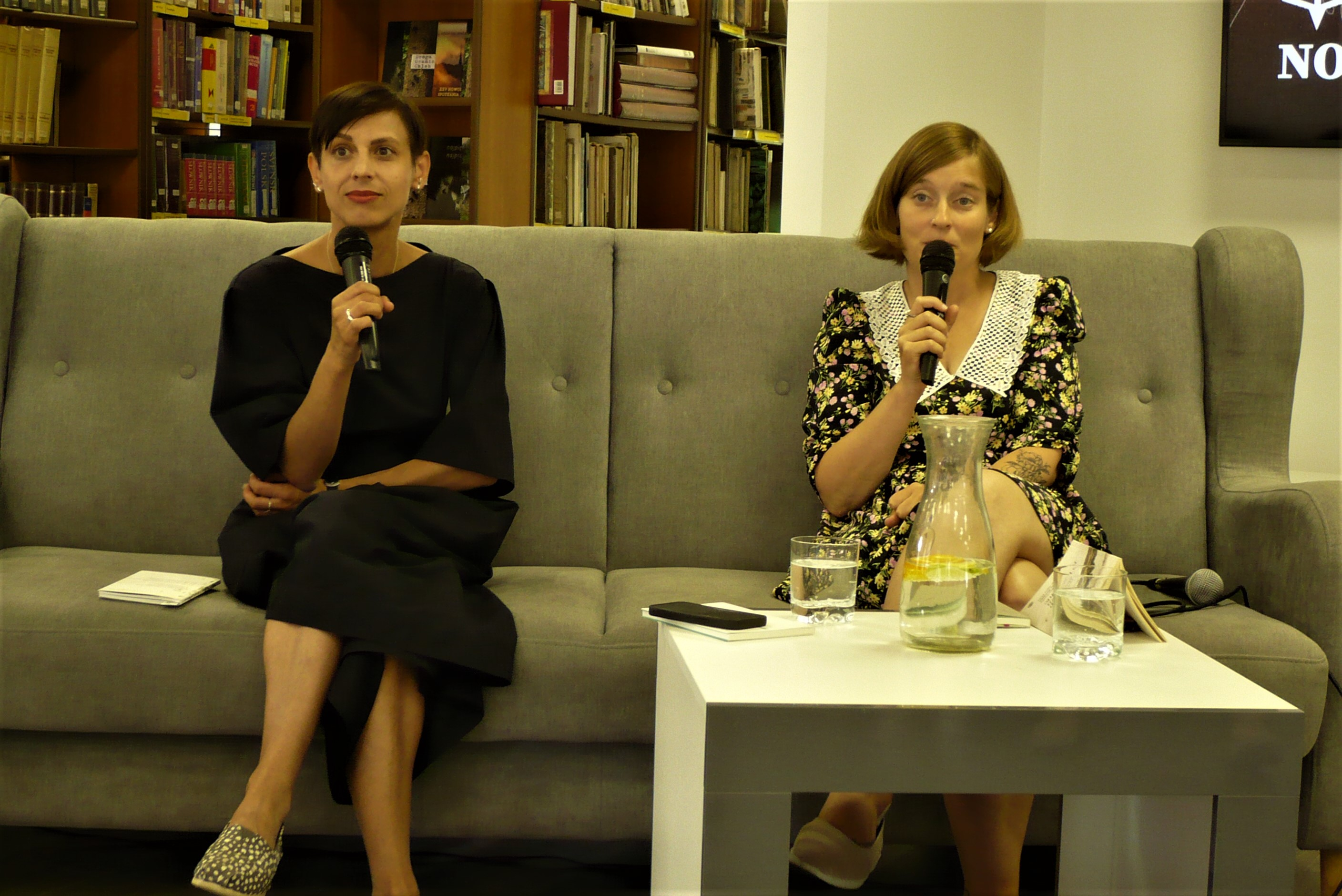
Zofia Bałdyga (P), IX Festiwal Góry Literatury, 2023

Zofia Bałdyga (ur. 16 grudnia 1987 w Warszawie) – polska poetka i tłumaczka.

## Życiorys
Uczęszczała do LXIV Liceum Ogólnokształcącego im. Stanisława Ignacego Witkiewicza w Warszawie. W 2011 uczestniczyła jako autorka w festiwalu Manifestacje Poetyckie w Warszawie. Ukończyła bohemistykę na Uniwersytecie Warszawskim (zob. Wydział Polonistyki Uniwersytetu Warszawskiego) w 2012 roku. Była stypendystką rządu RP. Współtworzyła m.in. z Marcinem Orlińskim poetycko-muzyczny projekt „Elektroliryka”.

## Twórczość
Jej teksty były publikowane w pismach „Odra”, „ArtPapier”, „Pogranicza”, „Rita Baum”, „LiteRacje”, ponadto w antologii Solistki. Antologia poezji kobiet (Warszawa 2009) oraz w Anthologii#2 (Londyn 2010).
Jej utwory zostały przełożone na język czeski, ukraiński, szwedzki i angielski. Recenzje tomików Bałdygi ukazały się m.in. w „ArtPAPIERze” oraz „Wakacie”.
Tłumaczyła współczesną poezję czeską i słowacką na język polski. Za antologię Sąsiadki. 10 poetek czeskich otrzymała Nagrodę „Literatury na Świecie” za 2020 rok.
Prowadzi dwie strony internetowe: fotobloga The Picktures (www.thepicktures.net) oraz bloga Przekładanki (www.przekladanki.blogspot.com), poświęconego przekładowi. Mieszka w Pradze, wcześniej w Warszawie, od 2013 roku przebywała w Erywaniu.

### Tomiki poetyckie
- Passe-partout (Staromiejski Dom Kultury, seria Biblioteka Nocy Poetów, Warszawa 2005[25]) [jako data wydania w niektórych źródłach podawany jest rok 2006[3][6][26]]
- Współgłoski (Mamiko, Nowa Ruda 2010)[6]
- Kto kupi tak małe kraje (Staromiejski Dom Kultury, Warszawa 2017)[27][6]

### Teksty w antologiach
- Solistki: Antologia poezji kobiet (1989-2009), red. Maria Cyranowicz, Joanna Mueller, Justyna Radczyńska, Staromiejski Dom Kultury, Warszawa 2009

### Przekłady
- Pociąg do poezji i Intercity: antologia wierszy współczesnych z motywem podróży, red. Artur Fryz, wyd. Kutnowski Dom Kultury, Kutno 2011[28]
- Ondřej Buddeus, Jonáš Hájek, Jan Zbořil, wiersze. „Odra”. nr 4/2011. s. 137–142. ISSN 0472-5182.
- Erik Ondrejička, wiersze. „Poezja dzisiaj”. nr 82/2010, s. 68–71. Wyd. Książkowe IBIS. ISSN 1508-9398.